# 28513 Ґуо
28513 Ґуо, або 28513 Гуо (28513 Guo) — астероїд головного поясу, відкритий 5 лютого 2000 року.
Тіссеранів параметр щодо Юпітера — 3,494.